# Drury Lane
Drury Lane è una strada situata nell'area londinese di Covent Garden, tra la piazza di Aldwych e la High Holborn.
La parte settentrionale della via si trova nel borgo londinese di Camden mentre la sua parte meridionale sfocia a City of Westminster.

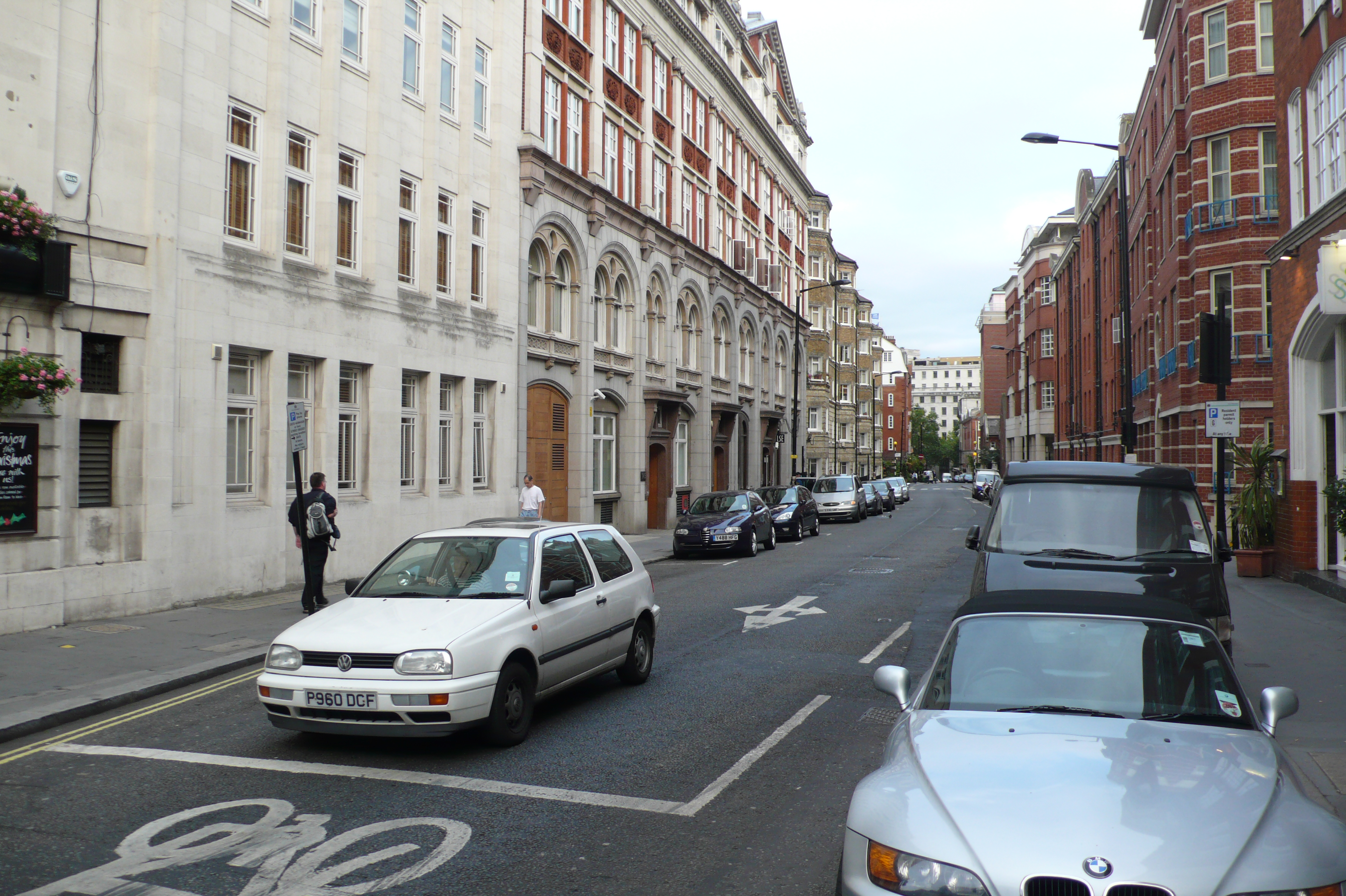
Drury Lane fotografata da Long Acre

La strada ha inizio dal termine di Wych Street, rinominata Aldwych dopo essere stata ristrutturata alla fine del XIX secolo, la strada infatti conduce all'abitazione di Sir John Drury, Cavaliere della Giarrettiera, risalente al periodo elisabettiano. Questa abitazione, la Drury House, fu il teatro dove ebbero luogo gran parte delle macchinazioni che portarono alle sventurate vicende del favorito della regina Elisabetta I, ovvero il Conte di Essex. Nel XVII secolo essa divenne la residenza londinese del condottiero e nobile inglese, il Conte di Craven, trasformandosi in public house ovvero l'antesignano degli attuali pub, per volere della sua amante Elisabetta Stuart. Nel XVIII secolo Drury Lane si trasformò in una delle strade più malfamate di tutta Londra, e la sua attività principale era la prostituzione. Più tardi la strada venne riqualificata a seguito della costruzione dell'importante arteria stradale di Kingsway.
Il nome di questa strada viene spesso utilizzato per indicare il celebre teatro Theatre Royale Drury Lane, che si affaccia sui suoi marciapiedi sin dal XVII secolo. Oltre al Drury Lane esiste un altro importante teatro che si affaccia su questa strada, ovvero il New London Theatre.
Alla strada di Drury Lane è anche legata una celebre ninna-nanna londinese che ha come protagonista il cosiddetto Muffin man. 
La filastrocca recita infatti: